# Five Guns West
Five Guns West is een Amerikaanse western uit 1955 onder regie van Roger Corman. Destijds werd de film uitgebracht onder de titel Prairieratten.

## Verhaal
Vijf ter dood veroordeelde soldaten van de Zuidelijken moeten een geheime missie uitvoeren voor het leger van de Noordelijken. Na die opdracht zullen ze hun vrijheid terugkrijgen.

## Rolverdeling
| Acteur             | Personage             |
| ------------------ | --------------------- |
| John Lund          | Govern Sturges        |
| Dorothy Malone     | Shalee                |
| Mike Connors       | Hale Clinton          |
| R. Wright Campbell | John Morgan Candy     |
| Jonathan Haze      | William Parcell Candy |
| Paul Birch         | J.C. Haggard          |
| James Stone        | Oom Mike              |
| Jack Ingram        | Stephan Jethro        |
| Larry Thor         | Zuidelijke kapitein   |
| Boyd Morgan        | Hoagie                |
| Jack Bohrer        |                       |
| Lionel C. Place    |                       |
| William Taylor     |                       |